# WCW Women's Cruiserweight Championship
O The World Championship Wrestling (WCW) Women's Cruiserweight Championship foi um campeonato da World Championship Wrestling para mulheres abaixo de 50kg. Foi criado em parceria da WCW 
com a GAEA Japan.

## Histórico
| Wrestler:      | Vezes: | Data:                  | Local:                    | Notas:                                  |
| -------------- | ------ | ---------------------- | ------------------------- | --------------------------------------- |
| Toshie Uematsu | 1      | 7 de abril, de 1997    | Huntsville, Alabama       | Final do torneio vencendo Malia Hosaka. |
| Yoshiko Tamura | 1      | 19 de julho de 1997    | Yokohama, Japão           |                                         |
| Sugar Sato     | 1      | 20 de setembro de 1997 | Kawasaki, Kanagawa, Japão |                                         |